# Mikey Madison
Mikaela Madison Rosberg (Los Angeles, 25 de março de 1999), mais conhecida como Mikey Madison, é uma atriz norte-americana. Ela começou sua carreira atuando em curtas-metragens e recebeu reconhecimento interpretando Max Fox na série de comédia Better Things (2016–2022), da FX. Em seguida interpretou Susan Atkins no filme de época de Quentin Tarantino, Once Upon a Time in Hollywood (2019), e Amber Freeman no filme de terror Scream (2022).
Madison ganhou destaque com sua aclamada atuação como personagem-título no filme de comédia dramática romântica Anora (2024), que lhe rendeu muitos elogios, indicações ao Globo de Ouro e Screen Actors Guild e vitórias no BAFTA e Oscar de Melhor Atriz.

## Começo da vida e vida pessoal
Mikaela Madison Rosberg nasceu em Los Angeles e cresceu no Vale de San Fernando. Filha de pais que são ambos psicólogos, tem dois irmãos, um dos quais seu gêmeo, e duas irmãs. A família é judia.
Antes de, aos 14 anos, se decidir pela representação, Madison inicialmente treinou como amazona de competição. Foi escolarizada em casa após a sétima série. Em outubro de 2024, morava em Los Angeles.

## Carreira

### 2013–2023: Primeiros trabalhos

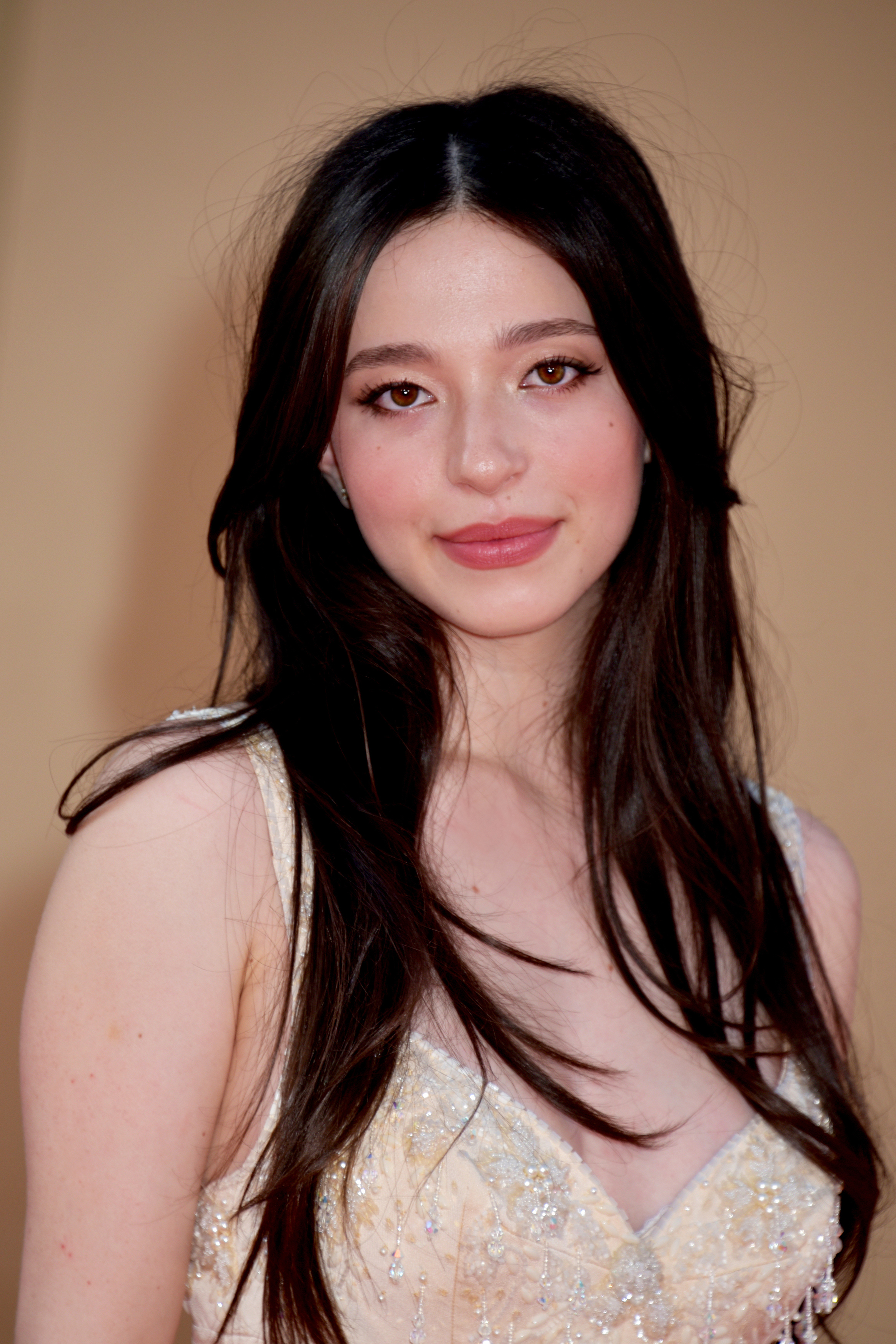
Madison na estreia de Once Upon a Time in Hollywood em 2019

Madison fez sua estreia como atriz em 2013, aparecendo nos curtas-metragens Retirement e Pani's Box. Em 2014, após aparecer no curta-metragem Bound for Greatness, ela filmou seu primeiro longa-metragem, Liza, Liza, Skies Are Grey, que não foi lançado até 2017.
Em 2016, Madison começou um papel principal como Max Fox na série de comédia dramática da FX, Better Things, criada por Louis C.K. e Pamela Adlon, que durou até 2022. De 2017 a 2018, ela estrelou como convidada na série de comédia de humor negro da Bravo, Imposters. Em 2018, ela apareceu nos filmes de drama Monster e Nostalgia. Madison ganhou reconhecimento por seu papel como Susan "Sadie" Atkins, membro da Família Manson, no filme de drama de época de Quentin Tarantino, Once Upon a Time in Hollywood, que estreou no Festival de Cinema de Cannes de 2019 e foi um sucesso comercial com uma receita bruta mundial de US$ 374,3 milhões. Também em 2019, ela teve um papel de voz no filme de comédia de humor negro animado The Addams Family.
No ano seguinte, Madison foi escalada como Amber Freeman em Scream, o quinto filme da franquia Scream, que foi dirigido por Matt Bettinelli-Olpin e Tyler Gillett. O filme foi lançado em 2022 com sucesso de crítica e comercial, tornando-se o 28º filme de maior bilheteria do ano. Escrevendo para o The A.V. Club, Katie Rife chamou Madison de uma artista de destaque no filme.

### 2024–presente: Avanço comAnora
Em 2024, Madison teve um papel coadjuvante na minissérie Lady in the Lake. Ela foi escalada por Sean Baker no filme de drama romântico Anora como a stripper titular e trabalhadora do sexo. O personagem foi escrito para Madison depois que Baker assistiu suas performances em Scream e Once Upon a Time in Hollywood. Para o papel, ela estudou russo e realizou suas próprias acrobacias, incluindo duas cenas de luta. O filme estreou no Festival de Cinema de Cannes de 2024 com aclamação da crítica, ganhando a Palma de Ouro. Tornou-se um sucesso comercial arrecadando mais de US$ 30 milhões em todo o mundo contra seu orçamento de US$ 6 milhões. Richard Lawson, da Vanity Fair, elogiou o sotaque do Brooklyn de Madison, dizendo que sua atuação foi "grande e vívida, impetuosa, mas charmosa". Sua atuação lhe rendeu o prêmio BAFTA de Melhor Atriz em Papel Principal, além de indicações ao Oscar de Melhor Atriz, e indicações ao Globo de Ouro e ao SAG Award na mesma categoria.

## Filmografia

### Filmes
| Ano  | Título                        | Papel                | Notas           | Ref           |
| ---- | ----------------------------- | -------------------- | --------------- | ------------- |
| 2017 | Liza, Liza, Skies Are Grey    | Liza                 | Papel principal | [ 11 ]        |
| 2018 | Nostalgia                     | Kathleen             |                 | [ 16 ]        |
| 2018 | Monster                       | Alexandra Floyd      |                 | [ 15 ]        |
| 2019 | Once Upon a Time in Hollywood | Susan "Sadie" Atkins |                 | [ 40 ] [ 41 ] |
| 2019 | The Addams Family             | Candi, a Barista     | Voz             | [ 20 ]        |
| 2021 | It Takes Three                | Kat Walker           |                 | [ 42 ]        |
| 2022 | Scream                        | Amber Freeman        |                 | [ 40 ]        |
| 2023 | All Souls                     | River                | Papel principal | [ 43 ]        |
| 2024 | Anora                         | Anora "Ani" Mikheeva | Papel principal | [ 40 ]        |

### Televisão
| Ano       | Título           | Papel            | Notas           | Ref           |
| --------- | ---------------- | ---------------- | --------------- | ------------- |
| 2016–2022 | Better Things    | Max Fox          | Papel principal | [ 40 ] [ 44 ] |
| 2017–2018 | Imposters        | Maddie jovem     | 2 episódios     | [ 45 ]        |
| 2024      | Lady In The Lake | Judith Weinstein | Minissérie      | [ 28 ]        |

## Prémios e nomeações
| Ano  | Prémio                                        | Categoria                                                   | Obra  | Resultado | Ref    |
| ---- | --------------------------------------------- | ----------------------------------------------------------- | ----- | --------- | ------ |
| 2024 | Astra Film Awards                             | Best Actress                                                | Anora | indicada  | [ 46 ] |
| 2024 | Atlanta Film Critics Circle                   | Best Actress                                                | Anora | Venceu    | [ 47 ] |
| 2024 | Boston Society of Film Critics                | Best Actress                                                | Anora | Venceu    |        |
| 2024 | Chicago Film Critics Association              | Best Actress                                                | Anora | indicada  | [ 48 ] |
| 2024 | Deauville American Film Festival              | Hollywood Rising-Star Award                                 | —     | Venceu    | [ 49 ] |
| 2024 | SCAD Savannah Film Festival                   | Breakthrough Award                                          | —     | Venceu    | [ 50 ] |
| 2024 | Mill Valley Film Festival                     | MVFF Breakthrough Performance Award                         | Anora | Venceu    | [ 51 ] |
| 2024 | Gotham Awards                                 | Outstanding Lead Performance                                | Anora | indicada  | [ 52 ] |
| 2024 | Iowa Film Critics Association                 | Best Actress                                                | Anora | Venceu    | [ 53 ] |
| 2024 | Las Vegas Film Critics Society                | Best Actress                                                | Anora | Venceu    | [ 54 ] |
| 2024 | Los Angeles Film Critics Association          | Best Lead Performance                                       | Anora | Venceu    | [ 55 ] |
| 2024 | National Board of Review                      | Breakthrough Performance                                    | Anora | Venceu    |        |
| 2024 | New York Film Critics Online                  | Best Actress                                                | Anora | indicada  |        |
| 2024 | Phoenix Critics Circle                        | Best Actress                                                | Anora | Venceu    | [ 56 ] |
| 2024 | San Diego Film Critics Society                | Best Actress                                                | Anora | indicada  | [ 57 ] |
| 2024 | San Diego Film Critics Society                | Breakthrough Performance                                    | Anora | Venceu    |        |
| 2024 | San Francisco Bay Area Film Critics Circle    | Best Actress                                                | Anora | indicada  | [ 58 ] |
| 2024 | Seattle Film Critics Society                  | Best Actress                                                | Anora | Venceu    | [ 59 ] |
| 2024 | Southeastern Film Critics Association         | Best Actress                                                | Anora | Venceu    |        |
| 2024 | St. Louis Film Critics Association            | Best Actress                                                | Anora | Venceu    |        |
| 2024 | Toronto Film Critics Association              | Outstanding Lead Performance                                | Anora | Venceu    | [ 60 ] |
| 2024 | Virginia Film Festival                        | Achievement in Acting Award                                 | Anora | Venceu    | [ 61 ] |
| 2024 | Washington D.C. Area Film Critics Association | Best Actress                                                | Anora | Venceu    | [ 62 ] |
| 2025 | AACTA International Awards                    | Best Actress                                                | Anora | indicada  | [ 63 ] |
| 2025 | Academy Awards                                | Best Actress                                                | Anora | Venceu    | [ 64 ] |
| 2025 | Alliance of Women Film Journalists            | Best Actress                                                | Anora | indicada  | [ 65 ] |
| 2025 | Alliance of Women Film Journalists            | Best Women's Breakthrough Performance                       | Anora | Venceu    | [ 65 ] |
| 2025 | British Academy Film Awards                   | Best Actress in a Leading Role                              | Anora | Venceu    | [ 66 ] |
| 2025 | British Academy Film Awards                   | Rising Star Award                                           | —     | indicada  | [ 66 ] |
| 2025 | Critics' Choice Awards                        | Best Actress                                                | Anora | indicada  | [ 67 ] |
| 2025 | Critics' Choice Awards                        | Best Acting Ensemble                                        | Anora | indicada  | [ 67 ] |
| 2025 | Georgia Film Critics Association              | Best Actress                                                | Anora | Venceu    | [ 68 ] |
| 2025 | Golden Globe Awards                           | Best Actress in a Motion Picture - Musical or Comedy        | Anora | indicada  | [ 69 ] |
| 2025 | Irish Film & Television Awards                | Best International Actress                                  | Anora | indicada  | [ 70 ] |
| 2025 | Online Film Critics Society                   | Best Actress                                                | Anora | Venceu    | [ 71 ] |
| 2025 | Palm Springs International Film Festival      | Breakthrough Performance Award                              | Anora | Venceu    | [ 72 ] |
| 2025 | Satellite Awards                              | Best Actress in a Motion Picture – Comedy or Musical        | Anora | indicada  | [ 73 ] |
| 2025 | Screen Actors Guild Awards                    | Outstanding Performance by a Female Actor in a Leading Role | Anora | indicada  | [ 38 ] |
| 2025 | Screen Actors Guild Awards                    | Outstanding Performance by a Cast in a Motion Picture       | Anora | indicada  | [ 38 ] |